# Estação Jardim Colonial

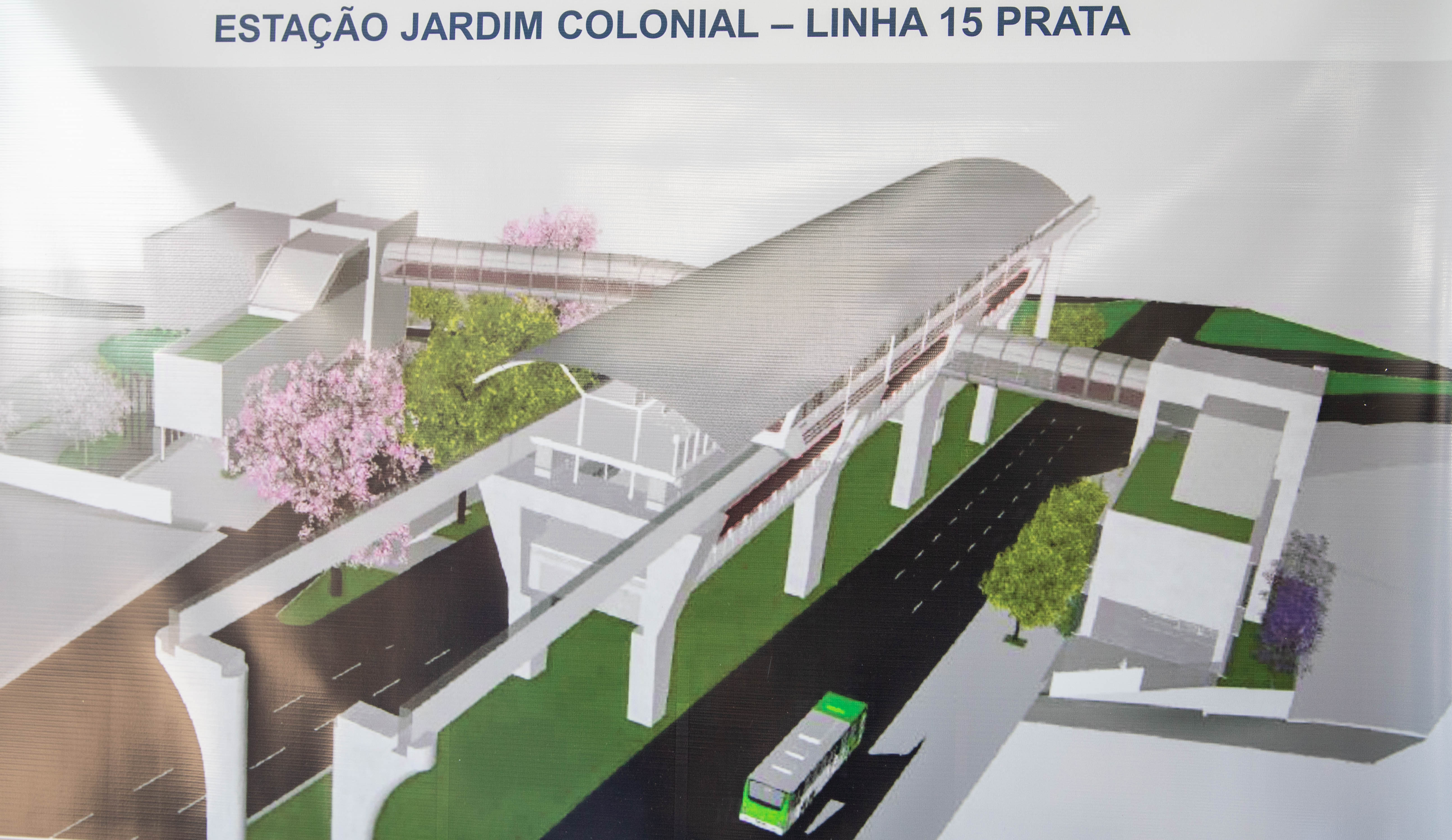
Maquete da estação

Estação Jardim Colonial é uma estação de monotrilho do metrô da cidade brasileira de São Paulo. Pertence à Linha 15–Prata, que conta com integração com a Linha 2–Verde na Vila Prudente. Está localizada na Avenida Ragueb Chohfi, 1400, no distrito de São Mateus.
Foi inaugurada no dia 29 de dezembro de 2021.

## Toponímia
O Jardim Colonial surgiu em 1956 como um loteamento iniciado por Anselmo Vessoni. Com a consolidação do loteamento, em 1968 a prefeitura criou a Escola Municipal "Jardim Colonial", logo rebatizada Escola Municipal Rodrigo Melo Franco de Andrade em homenagem ao escritor mineiro recém falecido.
Em 2009, quando o projeto da linha foi apresentado a público, a estação era batizada provisoriamente de Iguatemi, antigo nome da Avenida Ragueb Chohfi (por onde corre parte da Linha 15 no local da estação) e de distrito localizado a cerca de 1 quilômetro da futura estação. Após estudos toponímicos, a estação foi batizada de Jardim Colonial, nome do bairro mais próximo da estação

## Diagrama da estação
|  | ↓ a ↓ |

| 1 |

|  | ↑ b ↑ |

|  | ↓ a ↓ |

| 1 |

|  | ↑ b ↑ |

|  | ↓ a ↓ |

| 1 |

|  | ↑ b ↑ |

|  | ↓ a ↓ |

| 1 |

|  | ↑ b ↑ |

## Tabela
| Sigla | Estação         | Inauguração            | Capacidade | Integração               | Plataformas | Posição |
| ----- | --------------- | ---------------------- | ---------- | ------------------------ | ----------- | ------- |
| IGT   | Jardim Colonial | 29 de dezembro de 2021 | +40 mil    | Bilhete Único da SPTrans | Central     | Elevada |